# Ислам Биби
Ислам Биби (пушту اسلام بی بی‎; 1974, Кундуз, Республика Афганистан — 2013, Лашкаргах, Афганистан) — лейтенант афганской полиции, возглавлявшая отряд женщин-сотрудников отделения полиции в Лашкар-Гах провинции Гильменд. Активистка феминистического движения в Афганистане.

## Биография
Ислам Биби родилась в 1974 году в провинции Кундуз на северо-востоке Афганистана. В 1990-х годах она вынуждена была на некоторое время эмигрировать в Иран. После этого Биби вернулась в страну и в 2005 году начала работать в полицейском участке. Со временем она получила звание старшего лейтенанта. Данный факт примечателен для Афганистана, учитывая, что она начала учёбу, когда ей было более 10 лет.
Будучи руководителем 32 женщин, она принимала участие во многих опасных операциях и успешно арестовывала членов Талибана, которые проникали в город. Для неё ежедневная работа была борьбой не только против талибов и племенных князьков, но и против устоев собственной семьи.
«Мой брат, отец и сестры были против меня. На самом деле мой брат трижды пытался убить меня», — рассказала Ислам Биби в своем последнем интервью «The Telegraph».
Её семья была против её работы в полиции. Через два года после того, как стала работать в правоохранительных органах ислама начала получать телефонные звонки с угрозами.
Ислам Биби вышла замуж и родила шестерых детей (четыре мальчика и две девочки).
Ислам Биби расстреляли неизвестные боевики утром 3 июля 2013 года. До этого она успела утром позвонить в отделение чтобы заказать транспорт для безопасного проезда на работу. Когда ей сообщили, что ей нужно самой решить эту проблему, её тесть, который также работал в полиции, приехал к её дому в городе Лашкаргах, чтобы забрать её на мотоцикле и отвезти на работу. Её расстреляли в 50 метрах от собственного дома. В нападении также был ранен её родственник. Один свидетель сообщил, что услышал 3 выстрела, другие говорили о 10. Женщина скончалась в больнице от ран.